# Вступ (музика)
Вступ у музиці — вид музичної секції, початковий розділ, що безпосередньо вводить у будь-який вокальний або інструментальний твір, п'єсу, картину чи музично-театральну виставу. Вступ включає мелодійний, гармонійний та/або ритмічний матеріал, пов'язаний з основою будови, наявної в кожній частині. Радянське музикознавство відрізняло вступ від інтродукції, як композиційно менш розвинений і менш самостійний, зазвичай без окремої назви.
Вступ може бути остинато, щоб стати наступними частинами, як у фіналі 3-ї симфонії Л. Бетховена. Важливі акорди або «акордові послідовності», що встановлюють тональність і «грув» для наступних частин, важливі лише приховані або контекстні мотивні і тематичні матеріали. Такий вступ може бути спочатку сформульований як первинний або інший важливий матеріал, який може бути пов'язаним лише з іншим первинним або іншим важливим матеріалом, або бути віднесеним до будь-якого іншого матеріалу.